# Liste der Baudenkmale in Barum (Landkreis Lüneburg)
In der Liste der Baudenkmale in Barum sind die Baudenkmale der niedersächsischen Gemeinde Barum und ihrer Ortsteile aufgelistet. Der Stand der Liste ist der 20. Januar 2023. Die Quelle der Baudenkmale ist der Denkmalatlas Niedersachsen.

## Allgemein
In den Spalten befinden sich folgende Informationen:
- Lage: die Adresse des Baudenkmales und die geographischen Koordinaten. Kartenansicht, um Koordinaten zu setzen. In der Kartenansicht sind Baudenkmale ohne Koordinaten mit einem roten Marker dargestellt und können in der Karte gesetzt werden. Baudenkmale ohne Bild sind mit einem blauen Marker gekennzeichnet, Baudenkmale mit Bild mit einem grünen Marker.
- Bezeichnung: Bezeichnung des Baudenkmales
- Beschreibung: die Beschreibung des Baudenkmales. Unter § 3 Abs. 2 NDSchG werden Einzeldenkmale und unter § 3 Abs. 3 NDSchG Gruppen baulicher Anlagen und deren Bestandteile ausgewiesen.
- ID: die Objekt-ID des Baudenkmales
- Bild: ein Bild des Baudenkmales, ggf. zusätzlich mit einem Link zu weiteren Fotos des Baudenkmals im Medienarchiv Wikimedia Commons. Wenn man auf das Kamerasymbol klickt, können Fotos zu Baudenkmalen aus dieser Liste hochgeladen werden:

## Horburg

### Gruppe: Zur Horburg 12
Die Gruppe hat die ID: 34325531. Die drei Gebäude stehen eng um den Wirtschaftshof gruppiert, großes Wohn-/ Wirtschaftsgebäude, nördlich kleines Wohn-/ Wirtschaftsgebäude, südlich Scheune.

| Lage                        | Bezeichnung               | Beschreibung | ID       | Bild |
| --------------------------- | ------------------------- | --- | -------- | ---- |
| 53° 21′ 24″ N, 10° 24′ 4″ O | Wohn-/ Wirtschaftsgebäude | Eingeschossiger, giebelständiger Zweiständerbau mit Unterrähm unter Halbwalmdach. Wohnteil Fachwerk mit Backsteinausfachung. Errichtet vermutlich in zweiter Hälfte 19. Jh. Wirtschaftsgiebel um 1900 in Backstein vorgemauert. Kleiner Eingangsvorbau im Norden. | 28803312 | BW   |
| 53° 21′ 25″ N, 10° 24′ 5″ O | Wohn-/ Wirtschaftsgebäude | Eingeschossiger, giebelständiger Zweiständerbau unter Satteldach. Wirtschaftsteil Fachwerk mit Backsteinausfachung, Giebel mit Senkrechtverbretterung (ehemalige Abwalmung?). Wohnteil Backstein vorgemauert. Errichtet ca. Mitte 19. Jh.                         | 28803295 | BW   |
| 53° 21′ 23″ N, 10° 24′ 5″ O | Scheune                   | Längsdurchfahrtscheune. Eingeschossiger, traufständiger Wandständerbau unter Walmdach in Reetdeckung. Fachwerkbau mit Backsteinausfachung. Seitlich kübbungsartige Anbauten teilweise aus Holz. Errichtet vermutlich Mitte 19. Jh.                                | 34325531 |      |

### Einzelobjekte
| Lage                                    | Bezeichnung    | Beschreibung | ID       | Bild |
| --------------------------------------- | -------------- | ------------ | -------- | ---- |
| Zur Horburg 53° 21′ 15″ N, 10° 24′ 7″ O | Kriegerdenkmal |              | 28803260 |      |

## St. Dionys

### Gruppe: Dorfkern St. Dionys
Die Gruppe hat die ID: 34325515.  Kirche und als Haufendorf frei gruppierende historische Wohn-/ Wirtschaftsgebäude und das Pfarrhaus.

| Lage                                                 | Bezeichnung               | Beschreibung | ID       | Bild           |
| ---------------------------------------------------- | ------------------------- | --- | -------- | -------------- |
| Gotenweg 53° 20′ 5″ N, 10° 23′ 50″ O                 | Dionyskirche              | Die evangelische Kirche wurde von 1857 bis 1860 erbaut. Neugotischer Backsteinbau und Turm im Westen. Kirche hat im Osten eingezogenen, polygonalen Altarraum. Im Inneren Kassettendecke aus Holz. Ausstattung ist im Wesentlichen aus der Bauzeit. Aus Vorgängerbau stammt Taufe aus Bronze, 1689 von Joh. Oppermann erstellt. Taufschale aus Messing aus dem Jahr 1608.                                                                                   | 28803239 | Weitere Bilder |
| Barbarossaweg 2 53° 20′ 9″ N, 10° 23′ 49″ O          | Pfarrhaus                 | Freistehender, eingeschossiger Backsteinbau auf niedrigem Backsteinsockel mit ausgebauten Drempelgeschoss unter weit vorkragendem Satteldach in Hohlpfannendeckung. Vierachsiges Zwerchhaus auf südöstlicher Traufseite. Fassadengliederung durch Lisenen, Friese und Giebelrahmung in Ziegeldekor. Repräsentative Eingangstür mit vorgelagerter Treppe auf südwestlichen Giebelseite. Errichtet 1889 (Datum Wetterfahne).                                  | 28803218 | Weitere Bilder |
| Gotenweg 1 53° 20′ 3″ N, 10° 23′ 47″ O               | Wohn-/ Wirtschaftsgebäude | Eingeschossiger giebelständiger Zweiständerbau in Unterrähmkonstruktion mit Backsteinziersetzung, profilierten Knaggen und auskragendem Walm unter Walmdach. Erbaut 1726(i). Erneuerung des Wohnteils in Backstein mit Einbau von Segmentbogenfenstern und Treppe. Um 1900. | 28803197 | Weitere Bilder |
| Gotenweg 5 53° 20′ 6″ N, 10° 23′ 48″ O               | Wohn-/ Wirtschaftsgebäude | Traufständiger, eingeschossiger Zweiständerbau mit Unterrähm unter Halbwalmdach in Reetdeckung. Fachwerk mit Backsteinausfachung. Am Wirtschaftsteil im Nordwesten kleiner Stallanbau aus Backstein. Wohnteil im Nordosten, hier nordwestliche Traufseite nachträglich als Vollgeschoss ausgebaut. Errichtet in zweiter Hälfte 19. Jh. | 28803178 | Weitere Bilder |
| Karl-der-Große-Straße 9 53° 20′ 4″ N, 10° 23′ 52″ O  | Wohn-/ Wirtschaftsgebäude | Wirtschaftsteil eines Zweiständerbaus mit Unterrähm unter Walmdach in Hohlpfannendeckung. Fachwerk mit Backsteinausfachung. Nach Osten gerichtete Wirtschaftsgiebel mit paarweise symmetrisch angeordneten Kopfstrebenpaaren. Im Bereich der Kübbungen durch zusätzliche Einfahrten verändert. Erbaut 1769(i). Wohnteil und Schulraum durch quergelagerten Backsteinbau unter Krüppelwalmdach in Hohlpfannendeckung ersetzt bzw. erweitert. Erbaut 1923(i). | 28803100 | Weitere Bilder |
| Karl-der-Große-Straße 10 53° 20′ 5″ N, 10° 23′ 55″ O | Gastwirtschaft            | Eingeschossiger traufständiger Wirtschaftsteil im Norden mit zweigeschossigem giebelständigem Wohn- und Gaststättentrakt im Süden. Backsteinbauten unter Halbwalmdächern in Pfannendeckung. Wohn- und Gaststättentrakt mit vorkragendem Zierfachwerk, polygonalem Eckerker im EG und im Süden laubenförmigem hölzernem Eingangsvorbau und Eingangstür zum Gastraum mit Jugendstilornamenten. Erbaut 1913(i).                                                | 28803081 | Weitere Bilder |
| Karl-der-Große-Straße 11 53° 20′ 6″ N, 10° 23′ 52″ O | Wohn-/ Wirtschaftsgebäude | Traufständiger, eingeschossiger Zweiständerbau mit Unterrähm unter Halbwalmdach in Reetdeckung. Backsteinausfachung weitgehend im Originalzustand. Wohngiebel auf abgerundeten Balkenköpfen vorkragend. Im Inneren gut erhalten. Erbaut als Flettdielen- bzw. Rauchhaus ca. 1800. | 28803060 | BW             |

## Ehemaliges Baudenkmal
| Lage                                                       | Bezeichnung | Beschreibung | ID | Bild |
| ---------------------------------------------------------- | ----------- | ------------ | -- | ---- |
| Zur Horburg 38 (alte Nr. 5 a) 53° 21′ 31″ N, 10° 23′ 47″ O | Wohnhaus    |              |    | BW   |